# Zemské volby v Porýní-Falci 2016

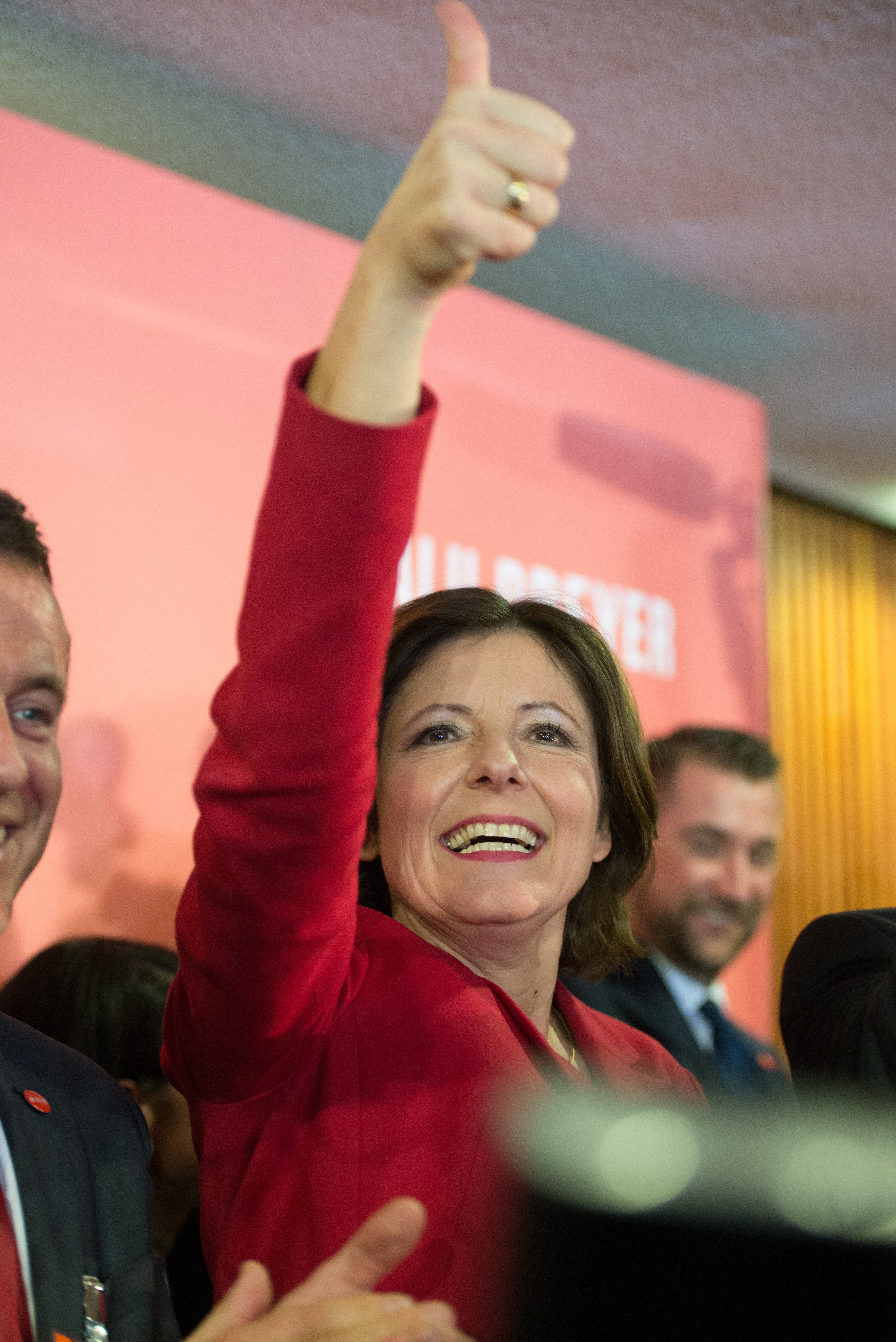
Malu Dreyerová v roce 2016

Zemské volby v Porýní-Falci v roce 2016 se konaly 13. března od 8 do 18 hodin současně se zemskými volbami v Sasku-Anhaltsku a v Bádensku-Württembersku, přibližně pět let po volbách v roce 2011.
Ve volbách zvítězila Sociálnědemokratické straně Německa (SPD) s 39 mandáty při 36,2 % hlasů, druhá byla Křesťanskodemokratická unie (CDU) s 35 mandáty při 31,8 %, třetí byla Alternativa pro Německo (AfD) s 14 mandáty při 12,6 %, čtvrtá Svobodná demokratická strana (FDP) se sedmi mandáty při 6,2 % a pátí Zelení s 6 mandáty při 5,3 %.
Po volbách se vlády ujala takzvaná semaforová koalice – červení SPD s žlutými FDP a Zelenými. Zemskou premiérkou tedy zůstala Malu Dreyerová (SPD), jež právě v souboji o ministerský úřad porazila opoziční kandidátku Julii Klöcknerovou (CDU).
Na křesla si výrazně polepšilu AfD i FDP, které se v předchozích volbách do parlamentu vůbec nedostaly, na procenta si o 0,5 procentního bodu polepšila i SPD, která ovšem získala o tři křesla méně než v předchozích volbách kvůli ziskům nově úspěšných stran. Křesťanskodemokratická unie si mírně pohoršila o necelé 4 procentní body a šest křesel, Zelení si pohoršili výrazně o více než deset procentních bodů a šest křesel.

## Stav před volbami
Ve volbách v roce 2011 se do zemského sněmu dostaly pouze tři strany: vítězné Sociálnědemokratické straně Německa přinesl zisk 35,7 % hlasů 42 mandátů, těsně druhá Křesťanskodemokratická unie získala 35,2 % hlasů a 41 mandátů a třetí Svaz 90/Zelení získal 15,4 % hlasů a tím 18 mandátů. Čtvrtá Svobodná demokratická strana se ziskem 4,2 % už nepřekonala pětiprocentní uzavírací klauzuli.
Předvolební průzkumy předpokládaly, že by se do sněmu mohlo dostat pět stran, přičemž Sociálnědemokratická strana a Křesťanskodemokratická unie víceméně zopakují své pět let staré výsledky, naopak Zelené měl čekat propad až o deset procent a tedy jen těsné překonání pětiprocentní uzavírací klauzule. Tu měly poměrně pohodlně překonat nová strana Alternativa pro Německo se ziskem kolem 10 % a Svobodná demokratická strana, která by si předpokládaným ziskem kolem 6 % polepšila zhruba o dvě procenta.